# Lozerheide
De Lozerheide (Limburgs: Loëzer Hei) is een natuurgebied in de gemeente Bocholt.

## Geschiedenis
In de 19e eeuw duidde "Lozerheide" op de volledige strook heide, toegewezen aan Bocholt ter hoogte van Lozen. De strook reikte van het Kanaal Bocholt-Herentals tot de grens met Weert, maar spoedig viel ze uiteen in twee helften: "de Watering" (westen, het tegenwoordige natuurgebied) en "het Lozer Bos" (oosten, tegenwoordig een landbouwgebied).
De voormalige benaming "de Watering" herinnert aan een irrigatieproject, opgestart door de graaf de Theux omstreeks 1850. Twee watervangen tapten water uit het Kanaal Bocholt-Herentals en de Zuid-Willemsvaart. Vanuit een netwerk van sloten liet men dit kanaalwater over de weiden afstromen (de "vloeiweiden") richting een centraal gelegen ven (het Klotven). Om te vermijden dat het vele irrigatiewater in dit ven belandde, werd het water weer verzameld en afgevoerd naar de Kaulillerbeek, ten zuiden.
Aanvankelijk produceerden de vloeiweiden hooi voor de paarden en matrassen in het Kamp van Beverlo. In 1918 verkochten erfgenamen de watering aan luciferfabrikant Union Alumettière. Zij liet er populieren aanplanten. In 1966 werd het gebied getroffen door een orkaan. De meeste populieren waaiden omver. Rond deze tijd verloren lucifers aan belang door de opkomst van de aansteker. Het agentschap Waters en Bossen, tegenwoordig Natuur en Bos, toonde interesse om de watering over te nemen. De verkoop volgde in 1977 en 1981, samen goed voor 210 hectare.
Het agentschap liet nieuwe boomsoorten aanplanten, het Klotven werd opnieuw onder water gezet. Tot 2003 was het Klotven in gebruik om bedreigde vissoorten te kweken, die elders uitgezet werden. Hiertoe werden ook nieuwe visvijvers gegraven. In 2018–2021 werden in het Klotven rieteilanden gecreëerd, waarop watervogels kunnen broeden. Verder werden alle bomen van één vloeiweide gekapt, zodat hier opnieuw open weiland kwam. Anno 2020 is de Lozerheide een afwisselend natuurgebied met honderden soorten planten, paddenstoelen en vlinders. Het is ook een van de weinige plaatsen in België waar de oeverdistel (Cirsium rivulare) voorkomt.

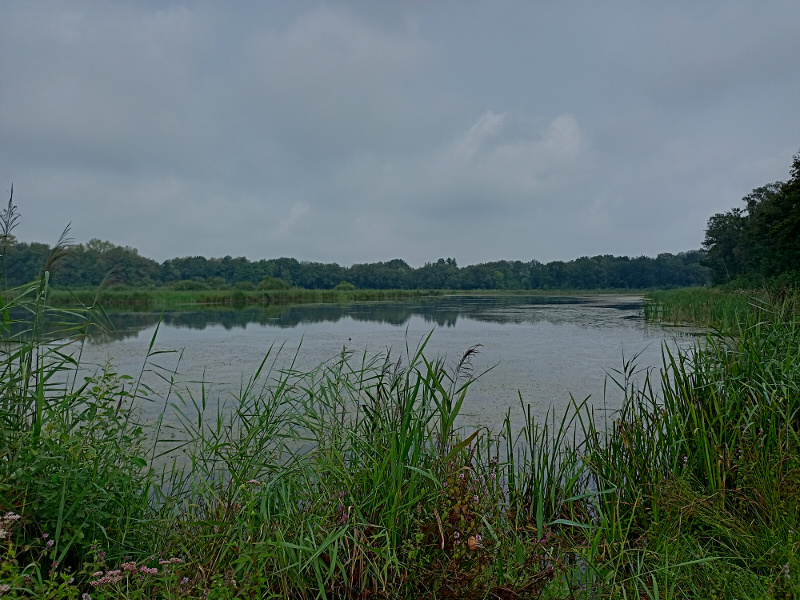
Het Klotven
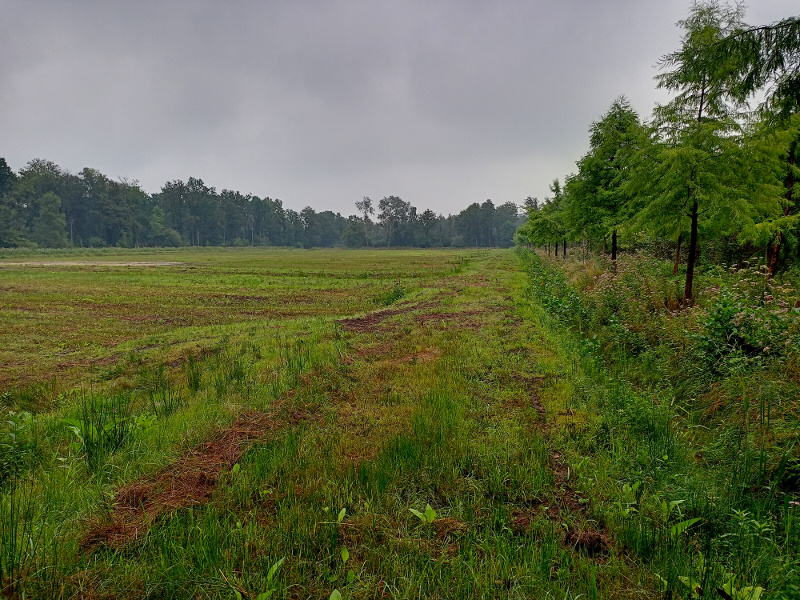
Herstelde vloeiweide
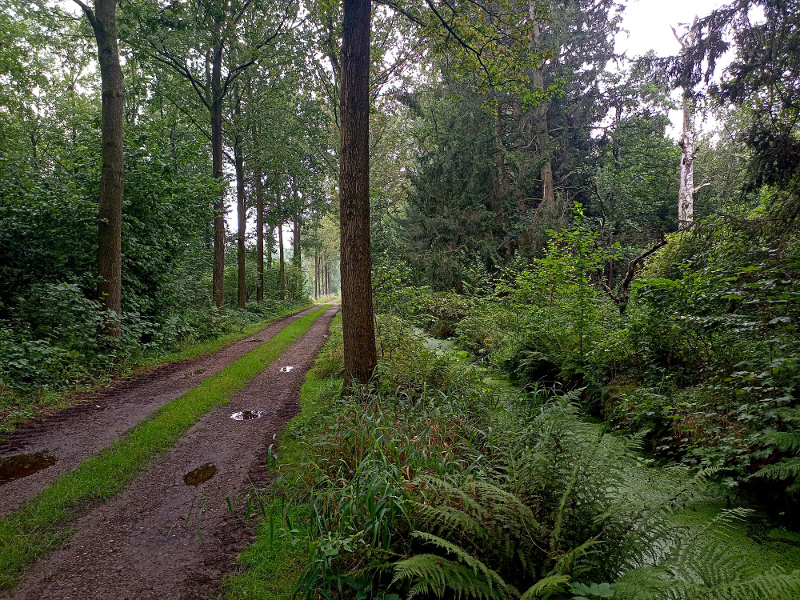
Een weg met irrigatiesloot

## Externe bron
- Agentschap Onroerend Erfgoed (2021). Traditionele graslandbevloeiing in Vlaanderen, p. 106-107.

Hugterheide · Weerterbos · Weerter- en Budelerbergen · IJzeren Man · Kruispeel · Laurabossen · Kettingdijk · De Krang · Tungelerwallen · Stramprooierbroek · Wijffelterbroek · Lozerheide · Sint-Maartensheide · De Luysen · Smeetshof · Grootbroek · 't Hasselterbroek · Zig en Goort · Itterdal · Tösch-Langeren